# 井上夢人
井上 夢人（いのうえ ゆめひと、1950年12月9日 -）は、日本の小説家・推理作家。福岡県生まれ。多摩芸術学園映画科中退。本名は井上 泉。ペンネームはビートルズの楽曲「夢の人 - I've Just Seen A Face」に由来。既婚。

## 経歴・人物
父が牧師である教会の家に生まれる。子供の頃は身体が弱かったために学校を休むことも多く、家でもっぱら母親が借りてきた本を読んで過ごしていた。小学4年生から6年生までは合唱団に所属し、ボーイソプラノの1番高いパートを担当していた。
中学1年生の時に観た映画『ビートルズがやって来るヤァ!ヤァ!ヤァ!』をきっかけにビートルズに傾倒。お小遣いをすべてつぎ込んではレコードを集め、高校ではバンドを組んでボーカルを担当して彼らの楽曲を歌うなどしていた。しかし1967年の彼らのアルバム『SGT. PEPPER'S LONELY HEARTS CLUB BAND』を聴き、そのあまりのすごさに「彼らに追いつけるわけがない」とバンド熱が冷め、母親が洋画好きだったことから幼い頃からよく観ていた映画へと次第に興味がうつっていく。そして旺文社主催の学生文芸コンクール・シナリオ部門で佳作入選を果たしたことから将来は映画の道へ進もうと決意し、多摩芸術学園映画科へ進学する。学生紛争の中でも楽しく学んでいたが、早く実際の現場に出たいと思うようになり、半年で大学を中退し、プロダクションに入社。脚本を書いたり、PR映画や記録映画の助監督として経験を積んだ後、仲間3人で映像制作会社を設立するが、1年足らずで会社は倒産し、アルバイトで生計を立てることになる。
徳山諄一とコンビを組み、「岡嶋二人」のペンネームで1975年から7年間で4回応募し、1982年に『焦茶色のパステル』で第28回江戸川乱歩賞を受賞しデビューする。その後、2人で創作活動を続けるものの、1989年刊行の『クラインの壺』を境にコンビは解消され、井上は「井上夢人」のペンネームで創作活動を続けている。なお『クラインの壺』はほとんど井上の手によって書かれたものである。
1992年、新潮社刊行の『ダレカガナカニイル…』にて再デビューする。井上は岡嶋時代も執筆をすべて担当していたこともあり、軽快で上品な文体はそのまま引き継がれている。内容的には本格物よりもホラーやSFへの傾斜が強くなった。自身も再デビューしてから純然たるミステリーは書いていないと語っている。また、作品は岡嶋二人に比べると半分以下のペースで執筆されている。大沢在昌は作品集『あわせ鏡に飛び込んで』発表に際する対談で「仕事を怠けている」と評している。
初期のパーソナルコンピュータが「マイコン」と呼ばれていた時代からコンピュータを趣味としており、度々作中に素材として登場するなどするため、しばしばコンピュータに強い作家と言われる。また自身のサイトでも自分の作品の冒頭部や解説の立ち読みが可能となっていたり、かつてアサヒグラフ別冊に書いたエッセイを自ら電子書籍化するなどコンピュータへの強さがうかがえる。また小説の型を取っ払った新しい小説として、パソコンで読むことを前提としたハイパーテキスト小説「99人の最終電車」を執筆した。1999年には我孫子武丸、笠井潔、小森健太郎、貫井徳郎、法月綸太郎らと、電子書籍を供給する作家集団e-novelsを立ち上げ、技術面を一身に担うなど中心的存在となったが、2003年退会した。e-novelsは2007年に活動を休止している。
2024年4月3日、本屋大賞発表に先駆けて「発掘部門」の「超発掘本」として『プラスティック』が決定された。

## 著作

### 小説
- ダレカガナカニイル…（1992年1月 新潮社 / 1995年2月 新潮文庫 / 2004年2月 講談社文庫）
- あくむ（1993年6月 集英社 / 1996年8月 集英社文庫）
  - 収録作品：ホワイトノイズ / ブラックライト / ブルーブラッド / ゴールデンケージ / インビジブルドリーム
- プラスティック（1994年5月 双葉社 / 1998年9月 双葉文庫 / 2001年2月 講談社ノベルス / 2004年9月 講談社文庫）
- パワー・オフ（1996年7月 集英社 / 1999年7月 集英社文庫）
- もつれっぱなし（1996年11月 文藝春秋 / 2000年2月 文春文庫 / 2006年4月 講談社文庫）
  - 収録作品：宇宙人の証明 / 四十四年目の証明 / 呪いの証明 / 狼男の証明 / 幽霊の証明 / 嘘の証明
- メドゥサ、鏡をごらん（1997年2月 双葉社 / 2000年8月 講談社ノベルス / 2002年8月 講談社文庫）
- 風が吹いたら桶屋がもうかる（1997年7月 集英社 / 2000年7月 集英社文庫）
  - 収録作品：風が吹いたらほこりが舞って / 目の見えぬ人ばかりふえたなら / あんま志願が数千人 / 品切れ三味線増産体制 / 哀れな猫の大量虐殺 / ふえたネズミは風呂桶かじり / とどのつまりは桶屋がもうかる
- オルファクトグラム（2000年1月 毎日新聞社 / 2001年12月 講談社ノベルス / 2005年2月 講談社文庫【上・下】）
- クリスマスの4人（2001年12月 光文社 / 2004年12月 光文社文庫）
- the TEAM（2006年1月 集英社 / 2009年1月 集英社文庫）
- あわせ鏡に飛び込んで（2008年10月 講談社文庫）
  - 収録作品：あなたをはなさない / ノックを待ちながら / サンセット通りの天使 / 空部屋あります / 千載一遇 / 私は死なない / ジェイとアイとJI / あわせ鏡に飛び込んで / さよならの転送 / 書かれなかった手紙
- 魔法使いの弟子たち（2010年4月 講談社 / 2013年4月 講談社文庫【上・下】）
- ラバー・ソウル（2012年6月 講談社 / 2014年6月 講談社文庫）
- the SIX ザ・シックス（2015年3月 集英社 / 2018年2月 集英社文庫）

### エッセイ
- おかしな二人 岡嶋二人盛衰記（1993年12月 講談社 / 1996年12月 講談社文庫）

### アンソロジー
「」内が井上夢人の作品
- やっぱりミステリーが好き（1990年6月 講談社 / 1995年3月 講談社文庫）「書かれなかった手紙」
- 白昼夢（1995年8月 集英社文庫）「空部屋あります」
- もうすぐ犯罪記念日（1996年4月 講談社文庫）「ノックを待ちながら」
- ザ・ベストミステリーズ 2004 推理小説年鑑（2004年7月 講談社）
  - 【改題・分冊】犯人たちの部屋 ミステリー傑作選（2007年11月 講談社文庫）「妹のいた部屋」
- 探偵Xからの挑戦状!（2009年10月 小学館文庫）「セブ島の青い海」
- 探偵Xからの挑戦状！ season2（2011年2月 小学館文庫）「殺人トーナメント」
- 近藤史恵リクエスト！ ペットのアンソロジー（2013年1月 光文社 / 2014年7月 光文社文庫）「バステト」
- 激動 東京五輪1964（2015年9月 講談社）「予行演習（リハーサル）」
- おしゃべりな銀座（2017年6月 扶桑社）※エッセイアンソロジー「ノブイチと僕」
- 推理作家謎友録 日本推理作家協会70周年記念エッセイ（2017年8月 角川文庫）※エッセイアンソロジー「夢オチクソ野郎」
- 奇想天外 21世紀版 アンソロジー（2017年10月 南雲堂）「夢落ち」

### 未刊行作品
- 99人の最終電車（1996年） - ハイパーテキスト小説。ウェブで連載されていたが、ソフト化の目処はいまだ立っていない。

## 映像化作品

### テレビドラマ
- 世にも奇妙な物語「2040年のメリークリスマス」（1996年12月24日、フジテレビ系、主演：萩原聖人、原作：四十四年目の証明）
- 幻想ミッドナイト「風が吹いたら桶屋がもうかる」（1997年10月18日、テレビ朝日系、主演：柏原崇）
- オルファクトグラム（2002年2月17日、WOWOW、主演：高杉瑞穂）[5]
- 探偵Xからの挑戦状!「セブ島の青い海」（2009年5月7日、NHK）
- 探偵Xからの挑戦状!「殺人トーナメント」（2009年11月5日・12日、NHK）